# Dorothea Klumpke
Pour les articles homonymes, voir Klumpke.
Dorothea Klumpke Roberts, née le 9 août 1861 à San Francisco et morte le 5 octobre 1942 dans la même ville, est une astronome américaine. Elle est directrice du Bureau des mesures de l'Observatoire de Paris et a été nommée chevalier de la Légion d'honneur.

## Famille et premières années
Son père, John Gerard Klumpke (1825–1917), est un immigrant allemand en Californie en 1850, à l'époque de la ruée vers l'or en Californie.
John Gerard Klumpke épouse Dorothea Mathilda Tolle (? - 1922) à San Francisco en 1855, et ils ont ensemble 5 filles et 2 fils. John Gerard Klumpke a des points de vue émancipés pour son époque et considère que ses filles comme ses fils doivent bénéficier d'une bonne éducation. Il décide donc avec son épouse d’amener les enfants en Allemagne et ensuite en France pour poursuivre leurs études. Leurs efforts sont récompensés car tous les enfants ont des carrières remarquables : Anna, la sœur ainée, devient peintre spécialisée dans les paysages et les portraits, Augusta Dejerine-Klumpke, la cadette, sera une neurologue renommée, Mathilda et Julia seront musiciennes, pianiste et violoniste. On dispose de moins d'informations sur les deux frères de Dorothea Klumpke.

## Carrière
Dorothea Klumpke obtient une licence à la Sorbonne en 1886 en mathématique et astronomie. Une année après, elle reçoit un poste d'attaché à l'Observatoire de Paris, où elle travaille sur la détermination de la position des étoiles en partant des plaques photographiques. Elle travaille avec G. Bigourdan, Schulhof et Paul et Prosper Henry.
En 1886, David Gill (du Royaume-Uni) propose un projet international pour créer un atlas de toutes les étoiles, projet qui trouve le soutien du directeur de l'Observatoire de Paris, l'amiral Ernest Mouchez. À son initiative, un congrès se tient à Paris, l'International Congress of Astronomers en avril 1887. Dorothea Klumpke y tient sa place en traduisant en français tous les documents officiels. Pendant ce congrès nait le projet international « Carte du Ciel », dans lequel le ciel entier devra être photographié. L'Observatoire de Paris prend en charge une partie de cette cartographie céleste. Pour gérer l'immense nombre des plaques photographiques, le Bureau des mesures est mis en place à l'Observatoire de Paris sous la direction de Dorothea Klumpke de 1892 à 1901.
Le 14 décembre 1893, Dorothea Klumpke est la première femme à soutenir une thèse de doctorat en sciences mathématiques, avec le sujet d'astronomie « L'étude des anneaux de Saturne, ». En 1899, Dorothea Klumpke est sélectionnée comme représentante française pour monter en ballon et observer la pluie de Léonides attendue très intense, mais le phénomène physique s'avère moins spectaculaire qu'attendu. Après son mariage avec l'astronome britannique Isaac Roberts en 1901, Dorothea Klumpke réalise, avec son époux au début et après la mort de celui-ci en 1904, un atlas photographique de 52 régions nébuleuses d'Hershel,,. Le 31 mars 1901, elle vient à Rouen pour y donner une conférence sur l'astronomie.

## Distinctions
- Officier de l'Académie des Sciences de Paris (1893)[8]
- Prix des Dames (1897) conféré par la Société astronomique de France (la première à recevoir cette distinction)
- Fellow de la Royal Astronomical Society
- Prix Helene-Paul Helbronner de l'Académie des Sciences (1932)
- Officier de l'ordre des Palmes académiques (1932)
- Chevalière de la Légion d'honneur pour 48 années au service de l’astronomie française (22 février 1934)

## Hommage
Les astéroïdes (339) Dorothea et (1040) Klumpkea sont nommés en son honneur.